# Bernhard Studer (Geologe)

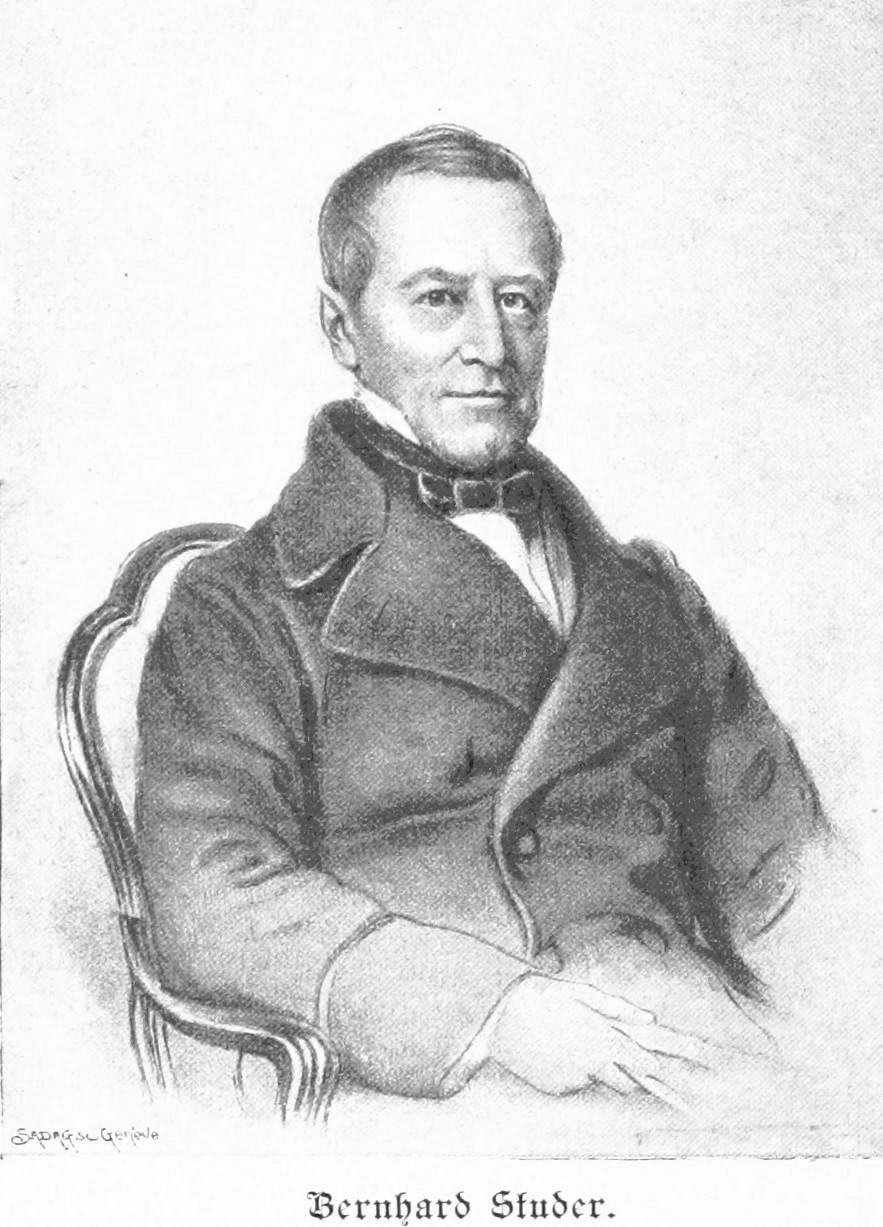
Bernhard Studer

Bernhard Rudolf Studer (* 21. August 1794 in Büren an der Aare; † 2. Mai 1887 in Bern) war ein Schweizer Geologe, Mineraloge und Alpinist.

## Leben
Studer war der Sohn des Berner Theologen und Dekans Samuel Studer und seiner Frau Maria Margaretha (geb. Walther 1766–1805). Er studierte zunächst Theologie und Mathematik an der Universität Bern. Ab 1815 war er Lehrer für Mathematik am untern Gymnasium Bern. Er war Mitbegründer (1815) der Schweizer naturforschenden Gesellschaft.
1816 schloss er das Theologiestudium in Bern ab. 
Er studierte danach von 1816 bis 1818 an der Universität Göttingen Mineralogie bei Friedrich Hausmann und an der Bergakademie Freiberg, sowie an der Friedrich-Wilhelms-Universität zu Berlin. Gleichzeitig hielt er Vorlesungen über Physik und Mathematik an der Berner Akademie und leitete die Mineralogische Sammlung des Kantons Bern. 1820 besuchte er die Ecole des Mines in Paris. Anschließend begleitete er Leopold von Buch auf seinen Reisen durch die Alpen, wobei sie den Vorschlägen von Ami Boué folgten. 1825 berief ihn die Kantonsregierung in Bern auf den neu errichteten Lehrstuhl für Geologie, den er bis 1873 innehatte.
Studer wurde 1834 erster Professor für Mineralogie an der 1834 neugegründeten Universität Bern. 1845 wurde er auch Mitglied Berliner Akademie der Wissenschaften und seit 1882 ausländisches Mitglied des preußischen Ordens Pour le merite für Wissenschaft und Künste. Ab 1854 war er Mitglied der Bayerischen Akademie der Wissenschaften. Seit 1855 war er Ehrenmitglied (Honorary Fellow) der Royal Society of Edinburgh. 1860 wurde er zum korrespondierenden Mitglied der Göttinger Akademie der Wissenschaften und 1874 der Académie des sciences gewählt. 
1879 wurde er mit der Wollaston-Medaille der Geological Society of London ausgezeichnet. 1882 wurde Studer auch in die American Academy of Arts and Sciences aufgenommen.

## Familie
Er war seit dem 1. März mit Susanna Louise (* 27. Mai 1810 in Bern; † 11. August 1874 ebenda), eine Tochter des Pfarrers Samuel Gottlieb Hünerwadel, verheiratet.
Bernhard Studer starb am 2. Mai 1887 in Bern. Er war Vetter von Gottlieb Samuel Studer und Bruder des Theologen Gottlieb Ludwig Studer.

## Forschungen
Nach ausgedehnten geologischen Reisen in Frankreich, Italien, England und Schottland waren es vor allem die Alpen in ihrem gesamten Ausmass, die er zu Fuss erforschte, oft zusammen mit befreundeten Gelehrten, namentlich mit Arnold Escher von der Linth und Peter Merian.
1825 erschien die Monographie der Molasse  1834 folgte eine weitere größere, inhaltsreiche Schilderung: Geologie der W. Schweizeralpen. Es folgten: Lehrbuch der mathematischen Geographie (1836) und das Lehrbuch der physikalischen Geographie und Geologie (1844–1847). Bereits 1835 erschien eine eingehende Beschreibung der Gebirgsmassen von Davos, mit Escher gemeinschaftlich 1839: Geologie von Mittelbünden, dann Reise durch Italien und Südfrankreich (1840); Zur Theorie der Gletscher (1843); Ueber die südlichen Alpen (1846); Reise in den österreichischen Alpen (1849). Alle einzelnen Erforschungsergebnisse zusammenfassend erschien dann 1851–1853 das zweibändige Hauptwerk Geologie der Schweiz und damit im engsten Zusammenhang die gemeinschaftlich mit Escher verfasste Carte géologique de la Suisse (1855), danach folgten auf seine Initiative hin die 25 Einzelblätter mit Erläuterungen zur Geologie der Schweiz. Als Spätwerke folgten Geschichte der physikalischen Geographie der Schweiz (1865) und Index der Petrographie und Stratigraphie der Schweiz (1872).
1885 zwang ihn herannahende Altersschwäche zur Übergabe der Vorstandsschaft der geologischen Commission an Alphonse Favre, nachdem er schon 1873 seine Professur an der Universität niedergelegt hatte.

## Schriften
- Beyträge zu einer Monographie der Molasse. Jenni, Bern 1825. (Digitalisat)
- Geologie der westlichen Schweizer-Alpen. Groos, Heidelberg/Leipzig  1834. (Digitalisat)
- Anfangsgründe der mathematischen Geographie, ein Lehrbuch für höhere Gymnasien und Realschulen. Dalp, Bern/Chur/Leipzig 1836. (Digitalisat der 2., verb. Aufl. 1846)
- Geologie der Schweiz. 2 Bde. Bern 1851–1853 (Digitalisat Band 1), (Band 2)